# Charles Vaurie
Charles Vaurie (Beaulieu-sur-Dordogne, 7 juli 1906 - Reading (Pennsylvania), 13 mei 1975) was een Amerikaanse ornitholoog geboren in Frankrijk. Hij studeerde eerst aan de New York-universiteit en kwalificeerde zich in 1928 als tandarts aan de Universiteit van Pennsylvania.
In 1934 trouwde hij met de entomologe Patricia Wilson. In deze relatie ontwikkelde hij zich als schilder van vogels en samen maakten ze talloze trips in de natuur. 
Patricia Vaurie (1909 - 1982) werkte aan het American Museum of Natural History (AMNH) en was gespecialiseerd in de Scarabaeidae en Curculionidae. Vaurie kwam daardoor in contact met het museum.
In 1946 werd Charles Vaurie daar ook wetenschappelijk medewerker aan vogels voor het AMNH. Hij schreef meer dan 150 ornithologisch wetenschappelijke artikelen. Zijn belangrijkste publicatie is een systematisch overzicht van de vogels van het Palearctisch gebied. Na 1956 werkte hij fulltime als vogelkundige aan het AMNH en in 1967 werd hij hoofdconservator. Op het eind van zijn leven was hij lid van Standing Committee on Ornithological Nomenclature van het International Ornithological Congress. Hij is de soortauteur van vier vogelsoorten en 24 ondersoorten waaronder Vauries vliegenvanger (Ficedula crypta) en Vauries nachtzwaluw (Caprimulgus centralasicus).
- Bibsys: 90299025
- CiNii: DA0238847X
- Gemeinsame Normdatei: 1221093711
- International Standard Name Identifier: 0000 0001 1724 7083
- Library of Congress Control Number: n80161525
- Nationale Bibliotheek van Tsjechië: mub20201090712
- Nationale Bibliotheek van Israël: 987007280672305171
- Nederlandse Thesaurus van Auteursnamen: 067571522
- Réseau des bibliothèques de Suisse occidentale: 02-A003934459
- SNAC: w6vq6bvf
- Système universitaire de documentation: 143331876
- Virtual International Authority File: 166260319
- WorldCat: E39PBJp9mfQqxwrgPkWdbKCqQq